# Marco Licínio Crasso Frúgio (cônsul em 64)
Marco Licínio Crasso Frúgio (em latim: Marcus Licinius Crassus Frugi) foi um senador romano da gente Licínia eleito cônsul em 64 com Caio Lecânio Basso. Era filho de Marco Licínio Crasso Frúgio, cônsul em 27, e Escribônia, filha de Lúcio Escribônio Libão, cônsul em 16, e teve diversos irmãos que ocuparam postos importantes na administração imperial do século I. 

## Carreira
Em 47, o imperador Cláudio ordenou a execução de seus pais e de seu irmão mais velho, Cneu Pompeu Magno, a pedido da imperatriz Messalina. Crasso era muito rico e tinha muitas propriedades na Hispânia. 
Nero ordenou que Frúgio fosse executado entre 66 e 68 depois de uma delação de Marco Aquílio Régulo

## Família
Frúgio era casado com Sulpícia Pretextata, filha de Quinto Sulpício Camerino Pético, cônsul em 46, com quem teve quatro filhos: Marco Licínio Escribônio Camerino, Licínia Pretextata, chefe das virgens vestais, Caio Calpúrnio Crasso Frúgio Liciniano, cônsul sufecto em 87, e Lúcio Rupílio Libão Frúgio, cônsul sufecto em 88.